# سراي الحقانية
سراي الحقانية هو قصر تاريخي يقع بميدان المنشية بالإسكندرية. كان في السابق مقرًا للمحاكم المختلطة، وما زال يستخدم كمحكمة حتى اليوم. صمم السراي ألفونسو مانيسكالكو على طراز عمارة الفنون الجميلة، وبُني بين عامي 1884 و1887.